# Joe Ledley
Joseph ("Joe") Christopher Ledley (Cardiff, 21 januari 1987) is een Welsh voetballer die doorgaans als middenvelder speelt. Hij tekende in februari 2020 bij Newcastle United Jets, dat hem transfervrij inlijfde. Ledley debuteerde in 2005 in het Welsh voetbalelftal.

## Clubcarrière

### Cardiff City
Ledley sloot zich op 9-jarige leeftijd aan bij Cardiff City. Op 21 september 2004 maakte hij zijn profdebuut in de League Cup tegen Milton Keynes Dons. Op 16 oktober 2004 maakte hij zijn competitiedebuut tegen Rotherham United. In zes seizoenen speelde Ledley 226 competitiewedstrijden voor de club uit zijn geboortestad, waarin hij in totaal 26 keer tot scoren kwam. Met Cardiff stond hij op 17 mei 2008 in de finale van de strijd om de FA Cup. Daarin verloor de ploeg van trainer-coach Dave Jones met 1–0 van Portsmouth door een goal in de 37ste minuut van de Nigeriaanse aanvaller Nwankwo Kanu.

### Celtic
Op 12 juli 2010 tekende Ledley als transfervrije speler een vierjarig contract bij de Schotse topclub Celtic. Hij debuteerde voor The Hoops op 28 juli 2012 in de derde voorronde van de Champions League tegen het Portugese Braga. Twee weken later maakte hij zijn competitiedebuut tegen Inverness Caledonian Thistle. Hij scoorde zijn eerste doelpunt voor Celtic in een met 4–0 gewonnen thuiswedstrijd tegen St. Mirren.

### Crystal Palace
Hij tekende in februari 2014 een contract voor 3,5 jaar bij Crystal Palace, dat circa €1.000.000,- voor hem betaalde aan Celtic. Medio 2017 liep zijn contract af.

### Derby County
Op 20 september 2017 ondertekende Ledley een contract tot januari 2018 bij Derby County.

## Interlandcarrière
Ledley debuteerde op achttienjarige leeftijd als Welsh international. Op 17 oktober 2007 maakte hij zijn eerste doelpunt voor Wales, in een EK-kwalificatiewedstrijd tegen San Marino. Op 10 september 2008 maakte hij de gelijkmaker in een met 2–1 gewonnen kwalificatiewedstrijd voor het WK 2010 tegen Rusland. Op 11 augustus 2010 maakte Ledley het tweede doelpunt in een met 5–1 gewonnen oefeninterland tegen Luxemburg. Met Wales nam hij deel aan het Europees kampioenschap voetbal 2016 in Frankrijk. Wales werd in de halve finale uitgeschakeld door Portugal (0–2), na in de eerdere twee knock-outwedstrijden Noord-Ierland (1–0) en België (3–1) te hebben verslagen.

## Erelijst
| Kampioen Scottish Premiership | 3x | 2011/12, 2012/13, 2013/14 |
| Scottish Cup                  | 1x | 2012/13                   |